# Ресомация
Ресомация (от лат. re — возобновление и др.-греч. σώμα — тело, буквально — «возрождение») — альтернативная кремации технология погребения, основанная на химическом растворении трупов и измельчении оставшихся костей. Метод разработан в 2007 году шотландцем Сэнди Салливэном (англ. Sandy Sullivan), который  основал похоронную компанию Resomation Ltd., разрабатывающую оборудование и предлагающую услуги ресомации в разных странах.
Ресомация является наиболее экологически чистым методом обращения с останками усопшего.
Ресомация признана законным методом захоронения в большинстве штатов США, в Канаде, в ЮАР и в Великобритании.

## Технология
Ресомация представляет собой гидролиз тканей умершего в едкой щелочи. Получившийся стерильный раствор отправляется во внешнюю среду, а твёрдые остатки измельчаются и выдаются родственникам усопшего (процедура идентична получению праха после кремации).
Тело помещается в специальный аппарат, ресоматор — герметичную камеру, которая после герметизации заполняется раствором гидроксида калия с pH 14. В камере ресоматора создают высокое давление, раствор нагревают до 152 °С. Деминерализация костей и полное растворение мягких тканей происходит приблизительно за 1,5 часа, затем 1–1,5 часа проводится промывка.
Из охлаждённой и промытой камеры изымаются нерастворившиеся останки, их высушивают в специальной печи или в сушилке для белья и перемалывают в кремуляторе в белый порошок, который помещают в урну и выдают близким покойного.
В результате гидролиза получается стерильный водный раствор аминокислот и пептидов, который сливают в дренажную систему или канализацию поселения в зависимости от полученного от властей разрешения.

## История
Предшественником ресомации была ветеринарная технология утилизации трупов больных животных. В начале 2000-х биохимик Сэнди Салливэн работал в компании WR2 под руководством Джо Уилсона. Сотрудники WR2 разработали технологию гидролизной утилизации тел животных в лабораторных условиях. Во время европейской эпизоотии 2001 года компания предложила санитарным властям стерилизовать туши заражённых животных по своей технологии, но за пять лет чиновники Евросоюза не дали разрешения на этот метод. Компания WR2 разорилась в 2006 году. В то же время в США гидролизная стерилизация трупов больных лосей и овец получила разрешение властей.
Коллега Салливэна Дин Фишер во время посещения исследовательского центра клиники Майо (англ. Mayo Clinic) в Миннесоте, где был установлен аппарат гидролиза мягких тканей, убедился в эффективности метода. В дальнейшем Фишер и Салливэн разработали технологию погребения людей посредством растворения трупа умершего.
Салливэн выступил на конгрессе международной ассоциации кремации в начале 2007 года с докладом о новом методе погребения с названием «диссолюция мертвых тел». Тогда доклад вызвал шок у части слушателей.
В 2008 году изобретатель представил первый вариант аппарата для гидролиза трупов усопших. Это было устройство с ручным управлением. Аппарат успешно выполнял заявленную функцию, но был неудобным в эксплуатации и процесс был слишком длительным, из-за чего он был нерентабельным.
Запатентовав метод под названием «ресомация» и автоматизировав технологию, Салливэн несколько лет не мог получить разрешения использовать свой метод погребения в родной Великобритании и начал коммерческую деятельность в США, где в 2010 году первый ресоматор был установлен в престижном похоронном бюро в штате Флорида.
В 2009 году Кремационное общество Великобритании признало ресомацию вариантом кремации и внесло её в свой устав.
В 2017 году был установлен первый ресоматор в Великобритании — в английском Сандвеле под Бирмингемом.
На 2017 год ресомация разрешена в трех наиболее населённых провинциях Канады (там проживает две трети населения страны), в 14 штатах США и в Великобритании.

## Сравнение с другими методами погребения
Ресомация представляет собой альтернативу кремации с меньшим влиянием на окружащую среду. В сравнении с кремацией при ресомации не образуются опасные летучие вещества и не выделяется углекислота (меньше углеродный след). Также при ресомации нет неприятных запахов (запах результирующего раствора похож на запах химчистки). В сравнении с кремацией, после ресомации получается на треть больше праха, и его перемалывают в более мелкую фракцию.
В сравнении с погребением трупа в могилу в случае ресомации используется меньшая площадь на кладбище, такая же, как в случае захоронения праха после кремации. Кроме того, при ресомации в экосистему возвращаются органические вещества, подобно погребению тела в гробу, но при погребении процесс занимает столетия, а при ресомации — несколько часов.
Стоимость ресоматора близка к стоимости кремационной печи.
По результатам исследований ресомация является наиболее щадящим для окружающей среды методом погребения человека.

## Гидролиз трупов в ветеринарии
Джо Уилсон после ликвидации британской WR2 основал в США компанию Bio-Response Solutions, специализирующейся на стерильной утилизации животных методом щелочного гидролиза, в том числе падёжного скота. Дела этой американской компании, в отличие от её британской предшественницы, идут хорошо.
По утверждению Уилсона, из гидролизного раствора утилированных животных получается неплохое удобрение, и клиенты Bio-Response Solutions поливают им газоны.

## Реакция общества
Ресомация встретила сопротивление в обществе, подобное кремации в 19 веке. Основным противником стала католическая церковь.
Первый в Великобритании крематорий, построенный в 1879 году в Уокинге в графстве Суррей, вызвал протесты жителей, и его работа была остановлена на несколько лет до судебного решения, оправдавшего ритуал кремации. Аналогичная ситуация возникла с ресомацией, разработчикам которой пришлось годами добиваться разрешений от государственных органов, регулирующих человеческие погребения.
Из-за сопротивления регилиозных деятелей католической церкви ресомация была запрещена в четырёх штатах США: в Калифорнии, Нью-Гэмпшире, Нью-Йорке и Огайо.
Растворение тел в чане с химикатами с последующим сливом раствора в канализацию не может считаться достойным способом избавления от человеческих останков.Экспертное заключение католической церкви штата Огайо законодательному собранию штата, 2012 год, Кремер, 2017
Мы верим в то, что человеческое тело, некогда живое и наделенное бессмертной душой, обладает достоинством и к нему следует относиться с уважением.Католики штата Калифорния, 2011 год, Кремер, 2017
Помимо религиозных активистов, есть и другие противники гидролиза трупов.
Получается, вы бабушку спускаете в унитаз.
Для многих это — неучтивость, неуважение к близким.Филип Олсон (философ, ранее занимавшийся бальзамированием тел), Кремер, 2017
В светском обществе ресомация обретает популярность среди экологично мыслящих людей. Сторонники «экосмерти» предпочитают ресомацию, так как считают человеческие останки подпиткой новой жизни для растений и животных.
Отношение людей к ресомации определяется, помимо прочего, их личной брезгливостью.